# ステライルニュートリノ
ステライルニュートリノ  (sterile neutrino) は、重力を除く標準模型のその他すべての基本的な力と相互作用をしないとされる仮説上のニュートリノ。右手系のニュートリノ、左手系の反ニュートリノを指すことが多いが、ステライルニュートリノが何種類あるのかはまだわかっていない。

## 仮説が要請された背景
これまで行われた全ての実験結果は、誤差の範囲内で、生成され観測されたニュートリノが左手系のヘリシティ（モーメントに対して反並行のスピンを持ち、全ての反ニュートリノが右手系のヘリシティを持つことを示している。質量がないとする極限では観測可能な2つのカイラリティのうち、いずれかの粒子で1つしか観測されないことを意味する。ヘリシティ（とカイラリティ）が一方だけというのは粒子の相互作用の標準モデルが成り立っていることを示す。
ところが、近年のニュートリノ振動のような実験結果は、ニュートリノがゼロではない質量を持ち、標準モデルでは予想されない、まだ知られていない新しい物理学があることを示唆する。右手系のヘリシティーを持つニュートリノと左手系のヘリシティの反ニュートリノの予期しない質量は、粒子が光速で移動していなければヘリシティが必ずしも相対的不変にはならないから（その粒子よりも高速で移動できれば反対向きのヘリシティが観測される可能性がある）と説明される。
いまだに左手系のニュートリノしか観測されておらず、反ニュートリノは全て右手系である。カイラリティは粒子の基本的な性質、相対論的な不変量であり、それはすべての参照モデルでの粒子の速度と質量と同様に疑うべくもない。
残る問題は、ニュートリノや反ニュートリノがカイラリティだけで区別できるか、あるいは、右手系のニュートリノと左手系のニュートリノは別々の粒子として存在するのか、ということである。

## 性質
ステライルニュートリノ（右手系ニュートリノ）は、ニュートリノの質量が0でないという観測結果により新たに存在が予測されるようになった未検出の粒子である。「弱い力」と「重力」で相互作用をする通常のニュートリノと違い、重力のみで相互作用すると予想されている。銀河団の総質量の大部分を担うダークマター（重力のみで検出される不可視の物質）の候補でもある。
このような性質の粒子は、強い相互作用および弱い相互作用についての一重項表現に現れる。これらの弱超電荷、弱アイソスピンそして電荷はゼロである。左手系の反ニュートリノの量子数は、B-Lが1かつXが5である。ステライルニュートリノは重力と相互作用するため、もしそれらが十分に重ければ、冷たい暗黒物質または暖かい暗黒物質の候補と考えることができる。
SO(10)のようないくつかの大統一理論 (GUT) では、それらはゲージ粒子とも相互作用する。このときのゲージ粒子は極端に重いので、このゲージ相互作用のエネルギーは極端に抑圧されている。すべてのSU(5)のチャージまたは量子数がゼロであるGeorgi-Glashowモデルのような他のいくつかのGUTには、ステライルニュートリノは現れない。

## 検出

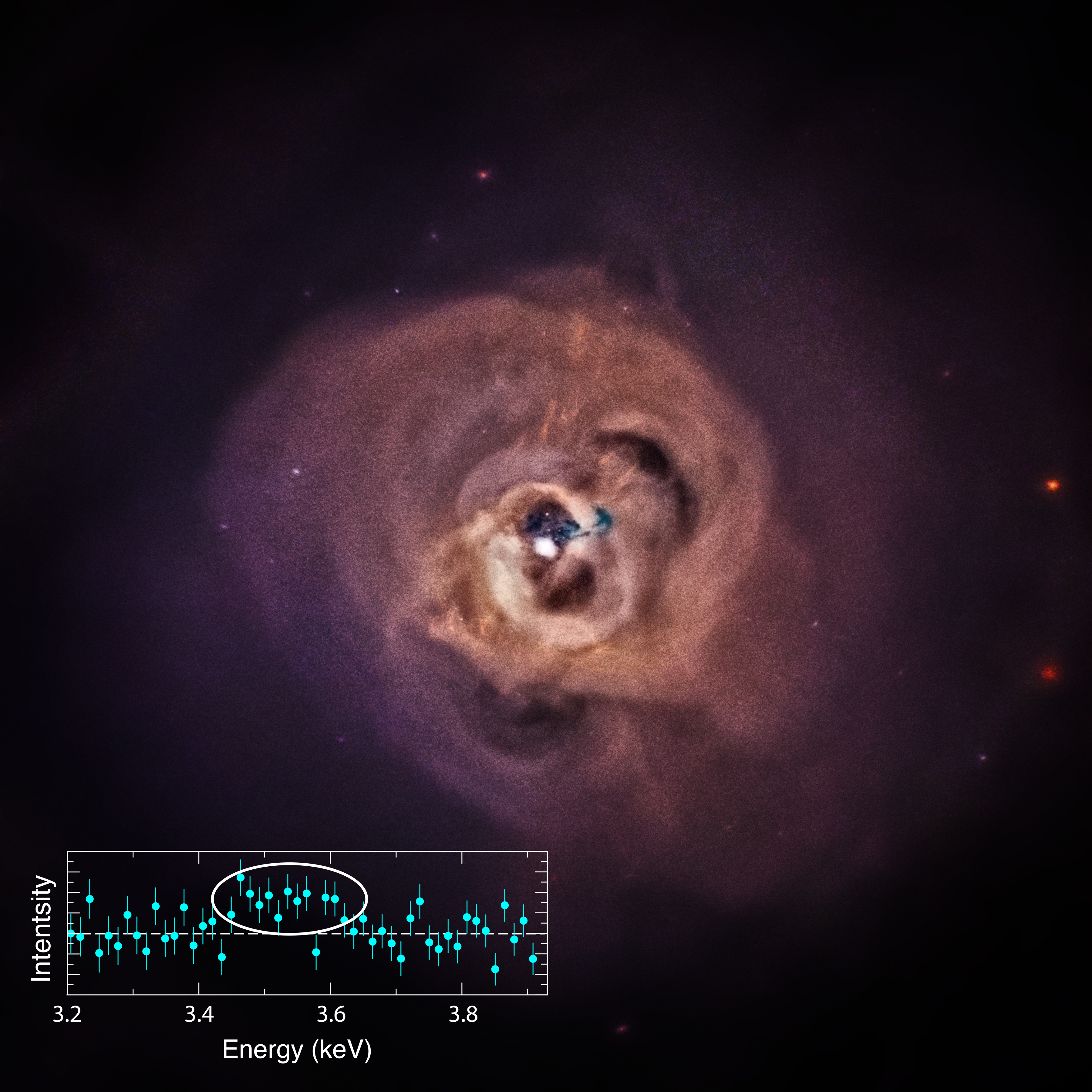
2014年の観測でステライルニュートリノ発見の可能性と報じられたX線源の1つであるペルセウス座銀河団（NASA撮影）

ステライルニュートリノはディラック質量を通して通常のニュートリノと混合しうる。
ステライルニュートリノおよび通常のニュートリノはまたマヨラナ質量も持ちうる。
マヨラナ質量を持つニュートリノは二重ベータ崩壊中に現れるとマヨラナ質量を組み崩壊過程の終状態に出現しないため、ニュートリノの存在しない二重ベータ崩壊の検出がマヨラナ質量を持つニュートリノの存在を証明する可能性がある。
あるモデルでは、ディラックおよびマヨラナ質量は、通常のニュートリノ質量を押し下げるシーソー機構で使われ、ステライルニュートリノを標準模型の基本的な力と相互作用する通常のニュートリノよりもかなり重くする。またあるモデルでは、重いニュートリノはGUTスケール (~1015 GeV)と同程度の重さを持つ。他のモデルでは、それらはνMSMモデルではGeVからKeVの間の質量を持つWおよびZボソンよりも軽い。軽いステライルニュートリノ (質量 ~1 eV) は、LSND実験の結果を可能にする説明として示唆された。
2007年4月11日、フェルミラボでのMiniBooNE実験の研究者は、そのようなステライルニュートリノの存在を支持するどのような証拠も見つからなかったと発表した。より最近の結果と分析では、ステライルニュートリノの存在がいくらか支持されている。
2014年6月24日、NASAのチャンドラ、欧州宇宙機関のXMM-Newtonが、70個以上におよぶ距離1億～数十億光年の銀河団のX線を観測した結果、X線に含まれる輝線にこれまでに知られている物質のものにあてはまらない波長のものが含まれていたと発表した。この結果をハーバード大学スミソニアン天体物理学センターの研究チームが、この輝線はステライルニュートリノが崩壊した兆候かもしれないとした。

## 存在の否定
パリ＝サクレー大学のダヴィド・リュイリエ博士を中心とする研究グループは、原子炉から放出されるニュートリノを探索するSTEREO実験を行い、2023年1月に発表されたその最終結果では、原子炉内でのウラン235の核分裂反応によって放出される反ニュートリノのエネルギーを、2017年から2020年にかけておよそ3年間、10万を超える事象を高精度に測定し、詳細に観測したが、ステライルニュートリノの存在を示す結果は得られず、この仮説の素粒子の存在を強く否定するものであった。